# Tierpark Zabakuck
Koordinaten: 52° 27′ 30,8″ N, 12° 12′ 41,7″ O
Der Tierpark Zabakuck ist eine zoologische Einrichtung des Dorfes Zabakuck im Landkreis Jerichower Land in Sachsen-Anhalt. Er wurde 1970 offiziell als Tierpark eingeschrieben und ist einer der wenigen faunistischen Einrichtungen im Osten von Sachsen-Anhalt bzw. im Westen des Bundeslandes Brandenburg. Der Tierpark wurde 2013/2014 umgebaut und befindet sich direkt am alten Zabakucker Schloss.
Der 1974 eröffnete Zoo hat eine Größe von ungefähr 3 Hektar, auf der ca. 120 Tiere aus 29 Tierarten gehalten werden. Träger ist seit 1998 die Elbe-Havel-Werkstätten gGbmH.
In der Adresse Am Park 11, 39307 Zabakuck gibt es neben dem Tierpark auch ein Tierasyl und eine Tierpension.

## Tiere
Ein Schwerpunkt des Tierparks ist die Haltung von alten Haustierrassen, die auf der roten Liste zu finden sind, wie Bunte Bentheimer Schweine, Vierhornschafe, Lachshühner. Mufflons und Damwild vertreten die heimische Tierwelt.

## Problematik und Zukunft
Durch eine lange Phase der Ressourcenknappheit konnten teilweise wichtige Renovierungsarbeiten, Instandhaltungsarbeiten und notwendige Erneuerungen nicht getätigt werden. Allein durch die Hilfe einiger Bereiche der Elbe-Havel-Werkstätten sowie den unermüdlichen Einsatz der Beschäftigen im Tierpark ist es zu verdanken, dass die Anlage in einem gepflegten Zustand gehalten werden konnte. Problematisch ist auch die Lage sowie die Bodenbeschaffenheit des Parks. Da der Tierpark teilweise auf sumpfigem Boden sowie lockerer Erde gebaut wurde, entwickelt sich bei mehrtägigem Niederschlag eine Schlammschicht in den Huftier- und Klauentiergehegen.
Seit geraumer Zeit bestand der Vorsatz, den Park umzugestalten und somit einige dieser Probleme teilweise zu beheben und den Park wieder für Besucher attraktiver zu machen. Dieser Vorsatz wurde am 29. August 2013 mit Beginn des Baus eines Tierparkcafés in die Tat umgesetzt. Einige Wochen später wurde auch der Neubau der Gehege im Park begonnen.